# Джон Хеджкоу
Джон Хеджкоу (на английски: John Hedgecoe) е британски фотограф и университетски професор. Автор на 30 книги по фотография, той е известен с основаването на катедрата по фотография в Кралския колеж по изкуствата и с това, че е автор на портрет на кралица Елизабет II, който се появява на пощенски марки.

## Биография
Роден е на 24 март 1932 г. в Брентфорд, Мидълсекс, западно предградие на Лондон. Баща му Уилям, банков служител в Азия, става пожарникар в Лондон по време на Втората световна война. По това време малкият Джон е изпратен да живее при леля си в Гулвал в Корнуол, където посещава държавно училище. За четиринадесетия му рожден ден баща му му подарява първия фотоапарат. След това Джон си създава тъмна стаичка в гаража на родителите си.
Отбива военната си служба в Кралските военновъздушни сили, където отговаря за правенето на въздушни снимки и документирането на райони, опустошени от бомбардировки по време на войната. През 1957 г. се записва в училището по изкуства „Гилдфорд“. Същата година пласира първите си снимки на списания като Amateur Photographer и Queen. След това работи за по-престижни издания като Sunday Times и The Observer; неговите изображения обхващат голямо разнообразие от теми, като архитектура, пейзажи, мода и портрети. Прочува се именно благодарение на своите портрети на британски личности до средата на 60-те години, по-специално британския министър-председател Уинстън Чърчил, художника Франсис Бейкън, както и художниците Дейвид Хокни, Джон Бетджеман и Питър Блейк. Създава много успешна серия от портрети на английския скулптор Хенри Мур, работещ в студиото си, заобиколен от своите скулптури и инструменти.
През 1965 г. Хеджкоу основава катедрата по фотография в Кралския колеж по изкуствата в Лондон, където става първият професор по фотография в Обединеното кралство през 1975 г. На следващата година той публикува първото си ръководство за фотографска техника, озаглавено The Book of Photography, което се отличава с множество примери, илюстрирани със снимки, направени в различни условия. През живота си Хеджкоу написва повече от 30 ръководства по фотография, които имат общ тираж от над 9 милиона екземпляра.
През 1966 г. Хеджкоу получава поръчка да снима кралица Елизабет II. Нейният портрет служи като модел на скулптора Арнолд Машън, за да създаде барелеф на кралицата, който Хеджкоу от своя страна снима на черен фон. Това второ изображение е възпроизведено около 200 милиарда пъти върху марки на Обединеното кралство и Британската общност под названието Machin Stamp. И до ден днешен това е сред най-широко разпространените снимки в света. Участието на Хеджкоу в проекта обаче не е признато до началото на XXI век, когато фотографът печели дело срещу Royal Mail – организацията, лъжливо посочила като автор на изображението граф Сноудън. През 2007 г., за да отбележи 40-ата годишнина от публикуването на марката, специално преиздаване на изображението се появява на нова марка, на която Хеджкоу е изрично споменат като автор.
Умира на 3 юни 2010 г. от рак на 78-годишна възраст.